# Jesus Cristo Mudou Meu Viver
A canção "Jesus Cristo Mudou meu Viver" é uma versão da música norte americana "What a Difference You've Made in My Life". Foi gravada pela 1ª vez no Brasil, pelo Conjunto Som Maior e está presente no LP "Mais de Cristo". Devido ao imenso sucesso deste conjunto entre os cristãos nos anos 80, muitos anos mais tarde, esta mesma canção foi regravada por Aline Barros e Mara Maravilha.
Trata-se da versão da música composta por Archie Jordan e popularizada no cenário cristão pela cantora Amy Grant que a gravou em seu primeiro álbum em 1977. A letra da versão em inglês é mais forte no indicativo de uma mudança na vida: What a difference you've made in my life (Que diferença fizeste em minha vida). Não há, no original, menção de Jesus ou de Deus, tornando a letra indefinida, embora quando cantada por cristãos, "you" é entendido como Deus ou Jesus.
A versão brasileira também foi gravada por diversos outros intérpretes, como Rebanhão (Janires e Amigos), Banda Raízes e Banda Fé.